# Провокація злочину
Деякі кримінальні правопорушення, оскільки вони є узгодженими діями між зацікавленими сторонами, ставлять перед правоохоронцями складну етичну проблему.
Для того, щоб запобігти такому злочинному поводженню, поліцейські агенти можуть "заохочувати" осіб до вчинення злочинних дій, таких як продаж наркотиків або контрабанда, або вони можуть намагатися перевірити чесність державних службовців, посадових чи службових осіб, пропонуючи їм хабарі.
У таких випадках часто адвокати вдаються до лінії захисту "Провокація злочину".

## Приклади

### Операція Abscam
Операція Abscam була операцією Федерального бюро розслідувань (FBI), яка відбулася наприкінці 1970-х і на початку 1980-х років.
Операція була спрямована на виявлення торгівлі вкраденим майном та корупції престижних бізнесменів, але пізніше була перетворена в розслідування публічної корупції.
ФБР залучила Мелвіна Вайнберга, визнаного винним афериста, та його подругу Евелін Найт, щоб допомогти спланувати та провести операцію. Вайнберг, під керівництвом ФБР, створив підроблену компанію під назвою Abdul Enterprises, в якій працівники ФБР представляються як вигадані арабські шейхи під керівництвом власників Камбір Абдул Рахмана та Ясира Хабіба, які мають мільйони доларів для інвестування в США.
ФБР за підтримки Міністерства юстиції записує на відео політиків, які приймають хабарі від контрольованої ФБР арабської компанії за різноманітні політичні побажання.
Кожен засуджений політик отримав окремий судовий розгляд. Під час судового розгляду виникло багато суперечок щодо етики операції Abscam. Багато адвокатів, що захищали своїх винних клієнтів, звинуватили ФБР у провокації. Кожен суддя відхилив цю вимогу, і кожен політик був засуджений.